# Ioan Es. Pop
Ioan Es. Pop, född 27 mars 1958 i Vărai, Maramureș, död 19 juni 2024, var en rumänsk författare, skribent och kulturjournalist som debuterade 1994 med diktsamlingen Ieudul fără ieşire (Ieud utan utgång), som fick flera priser i Rumänien. Den utkom på svenska i Dan Shafrans översättning 2011 på Bokförlaget Tranan. Pop besökte Bokmässan 2009 och 2013.